# Pamela Mahoney Tsigdinos
Pamela Mahoney Tsigdinos (geboren am 12. Juni 1963 in Detroit, Michigan als Pamela Mahoney) ist eine US-Autorin und Bloggerin irisch-polnischer Abstammung. Sie lebt mit ihrem Mann, Sohn eines griechischen Auswanderers und einer Mutter schottischer Herkunft in Los Gatos, Kalifornien.
Mahoney Tsigdinos erlangte internationale Bekanntheit durch ihre Auseinandersetzung mit der Unfruchtbarkeitsthematik und den Herausforderungen, vor denen betroffene Paare stehen.

## Leben
Nachdem sie bereits zwei Jahre versucht hatte schwanger zu werden, wurde bei Mahoney Tsigdinos mit 29 Endometriose, wenig später bei ihrem Mann eine Varikozele festgestellt. Die Behandlung dieser Beschwerden führte jedoch auch innerhalb von zwei Jahren nicht zur Schwangerschaft, sodass das Paar von nun an die verschiedensten Methoden ausprobierte, von künstlicher Befruchtung bis zu Alternativen wie Akupunktur und Pflanzenheilkunde.
Da keine dieser Behandlungen zum gewünschten Ergebnis führte, entschied sich das Paar 2006, nach 11 Jahren, die Maßnahmen abzubrechen. Da Mahoney Tsigdinos im Internet nichts fand, das ihr bei der Bewältigung dieser schwierigen Situation helfen konnte, entschloss sie sich im Jahre 2007 einen eigenen Blog zu schreiben. Dort behandelte sie von nun an sämtliche Themen, die mit ihrer Unfruchtbarkeit zu tun hatten. Neben dem Ende der Behandlungsodyssee und der langsamen und schwierigen Entfernung von ihrem lang gehegten Kinderwunsch, schrieb sie hier auch über den Umgang mit Reaktionen von Freunden und Familie sowie von den Dingen, die sie im Alltag an ihre Kinderlosigkeit erinnern.

## Veröffentlichungen
Mahoney Tsigdinos machte es sich zur Aufgabe anderen Frauen in ihrer Situation zu helfen und das Thema Unfruchtbarkeit zu enttabuisieren.
So veröffentlichte sie im Jahr 2009 ihr Buch Silent Sorority („Stille Schwesternschaft“), in dem sie die Erfahrungen mit ihrer Unfruchtbarkeit verarbeitet und betroffenen Frauen Mut macht, ihre Kinderlosigkeit zu überwinden und trotzdem ein erfülltes Leben zu leben. Des Weiteren ist auch die Kritik an Fruchtbarkeitsbehandlungen und deren niedrige Erfolgsquote Thema des Buchs.
Im September 2010 wurde Silent Sorority von RESOLVE, dem US-amerikanischen Verband für Unfruchtbarkeit, als Bestes Buch ausgezeichnet.
Im Oktober 2010 erschien in dem Magazin des finnischen Verbandes für Unfruchtbarkeit, Simpukka, ein Artikel über Mahoney Tsigdinos und ihre Geschichte.
Darüber hinaus beteiligte sich Mahoney Tsigdinos 2011 an der Videokampagne Truth About Trying des amerikanischen Frauenmagazins Redbook, die sich zum Ziel gesetzt hat das Thema in die Öffentlichkeit zu tragen und den betroffenen Frauen die Scham über ihre Unfruchtbarkeit zu nehmen.
Im selben Monat erschien eine Neuauflage des Buches Our Bodies, Ourselves von Judy Norsigian mit einem erweiterten Kapitel über Unfruchtbarkeit. Silent Sorority ist in der Liste der weiterführenden Literatur aufgeführt.
Es folgten mehrere Artikel in Zeitungen wie der New York Times, die vor allem auf die kontroverse Thematik der künstlichen Befruchtung (wie z. B. dem Einfrieren von Eizellen) hinwiesen, mit der mehr Geschäft gemacht werde als dass sie tatsächlich Erfolge bringe. Mahoney Tsigdinos kritisierte auch die mangelnde Transparenz der Fruchtbarkeitsindustrie, wie z. B. die Tatsache, dass über die Hälfte aller künstlichen Befruchtungen erfolglos bleiben, aber dennoch mit den Hoffnungen der Frauen gespielt werde, ganz zu schweigen von gesundheitlichen Risiken, die z. B. aufgrund von Hormonbehandlungen auftreten können.

“You will not find failure rates or the harmful impacts highlighted in brochures or on clinic websites. In the U.S. this unregulated industry’s nickname is the Wild, Wild West of American medicine.”

„Weder über die Misserfolgsraten noch über die schädlichen Auswirkungen werden Sie in Broschüren oder auf Klinikwebseiten genaue Informationen finden. In den USA gilt diese unkontrollierte Industrie bezeichnender Weise als „Wilder, wilder Westen der amerikanischen Medizin“.“